# 东釜山旅游区站
東釜山旅遊區站（：／ Osiria yeok */?）是廣域電鐵東海線沿線的一座鐵路車站，位於韓國釜山廣域市機張郡機張邑。

## 車站結構
站體為2面2線側式月台的地面車站。

### 月台配置
| ↑ 松亭 |
| \| ２  |
| 機張 ↓ |

| 月台 | 路線            | 目的地                         |
| ---- | --------------- | ------------------------------ |
| 1    | ●广域电铁东海线 | 松亭、新海雲臺、教大、釜田方向 |
| 2    | ●广域电铁东海线 | 機張、日光、太和江方向         |

## 歷史
- 2016年12月30日：落成啟用[1]。

## 車站周邊
- 釜山國際學校
- 釜山樂天世界魔法森林（朝鲜语：부산 롯데월드 매직 포레스트 테마파크）（預計2022.03開園）
- 國立釜山科學館（朝鲜语：국립부산과학관）
- 國立水產科學院（朝鲜语：국립수산과학원）
- 東釜山觀光園區（朝鲜语：동부산관광단지）
- 海东龙宫寺
- 樂天名牌折扣購物中心東釜山店
  - 東釜山樂天影城
  - 樂天瑪特東釜山店
- 宜家家居東釜山店
- 東海高速公路東釜山交流道

## 圖片

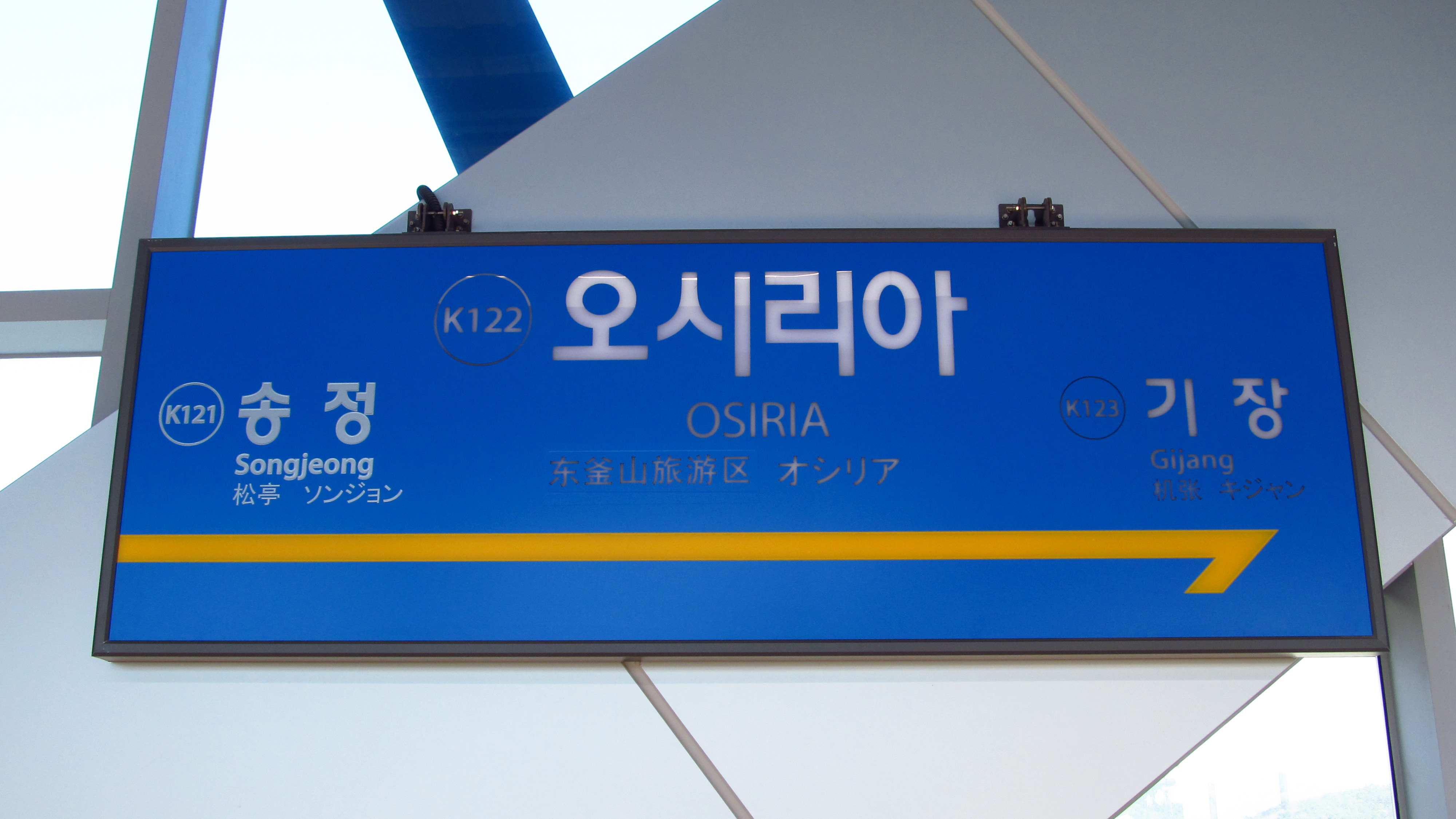
站名牌
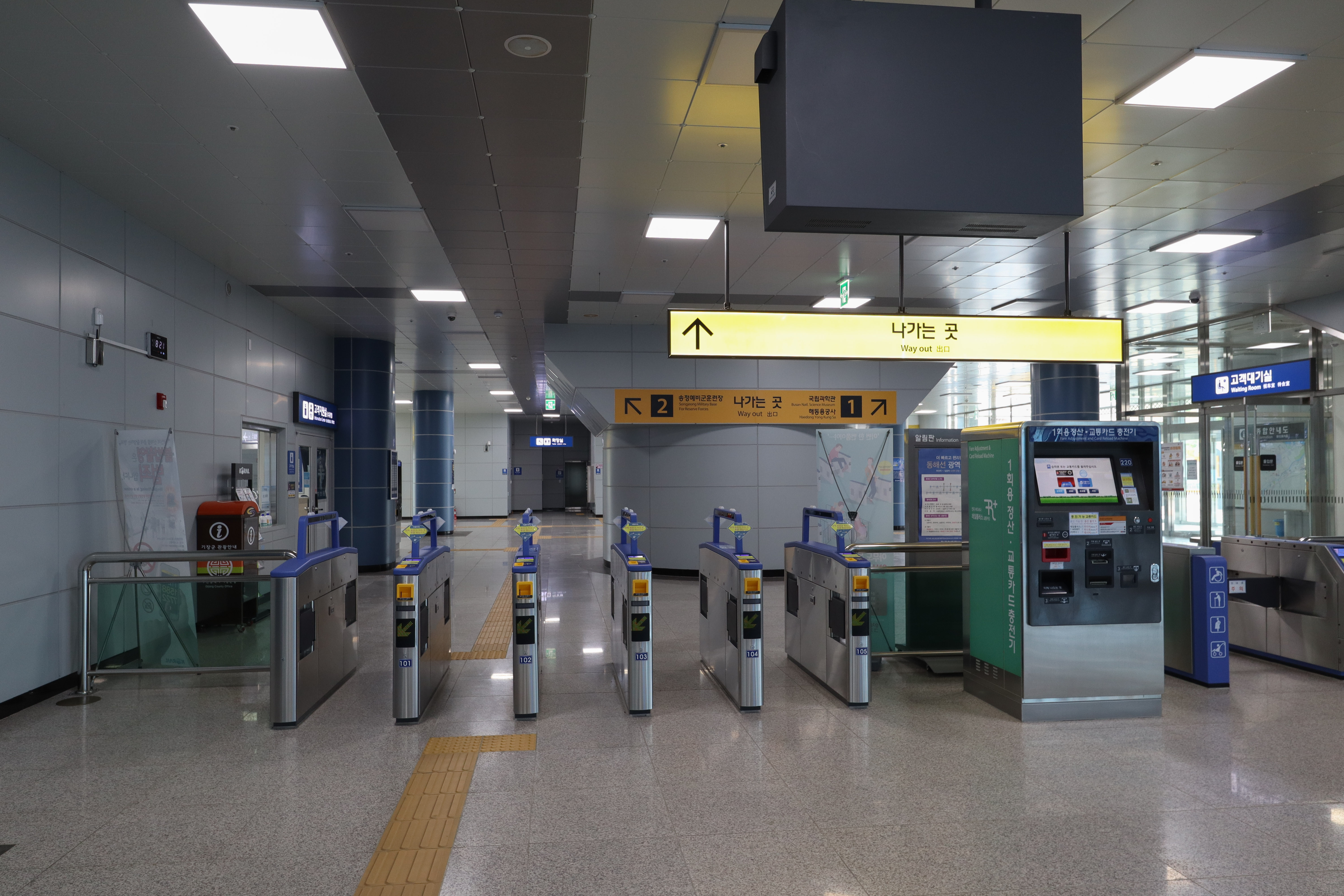
剪票閘口
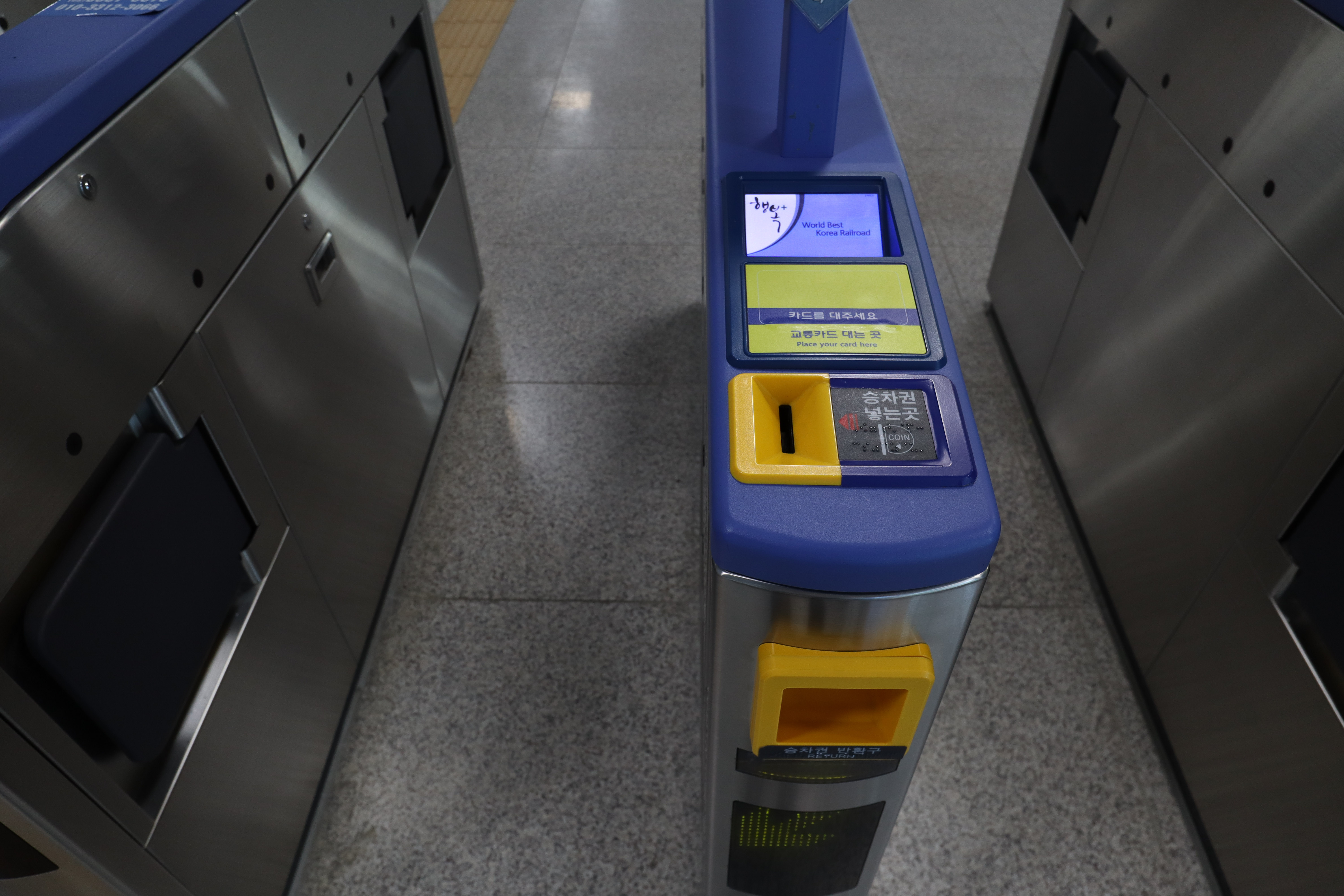
票閘門
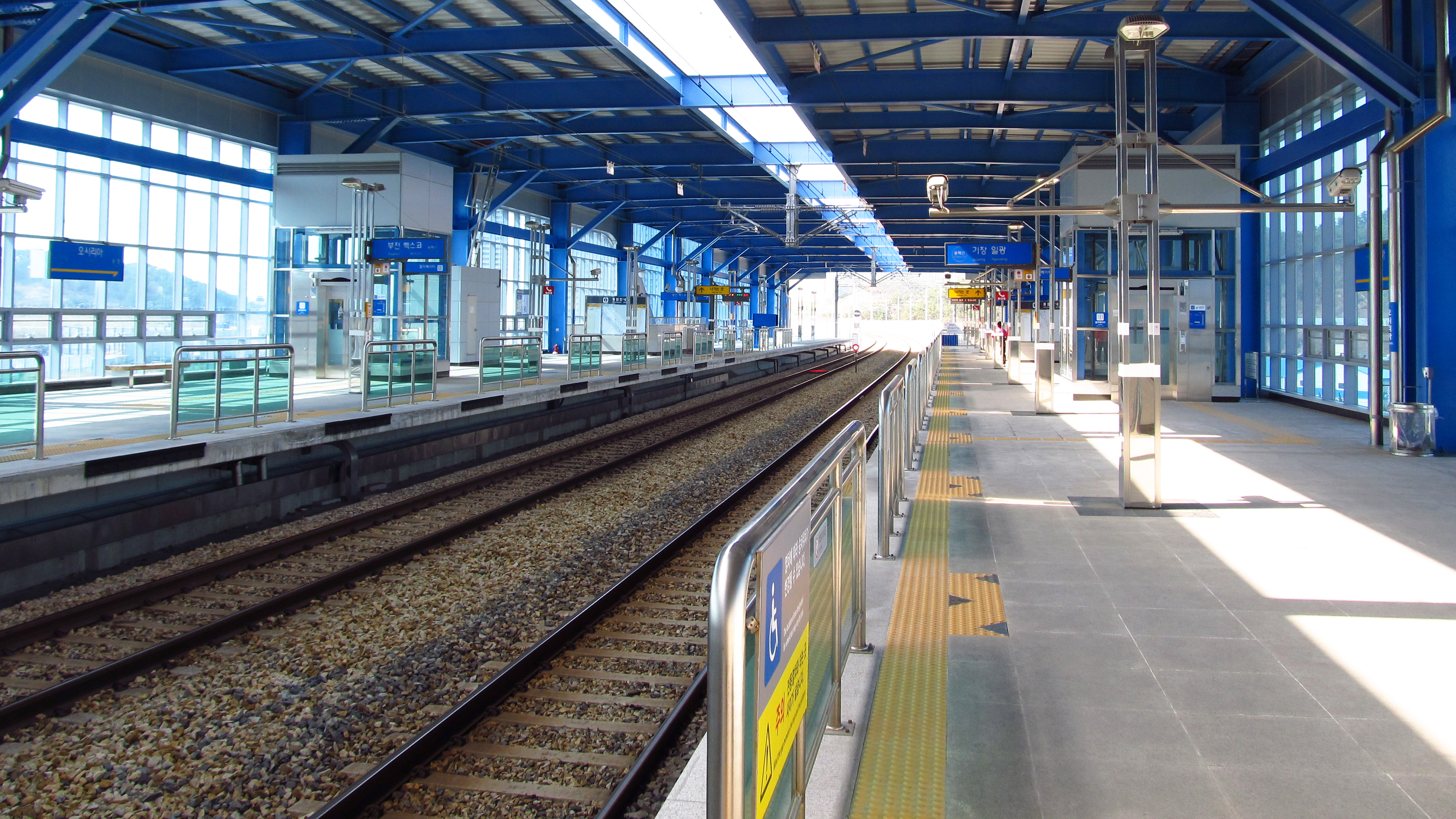
候車月台
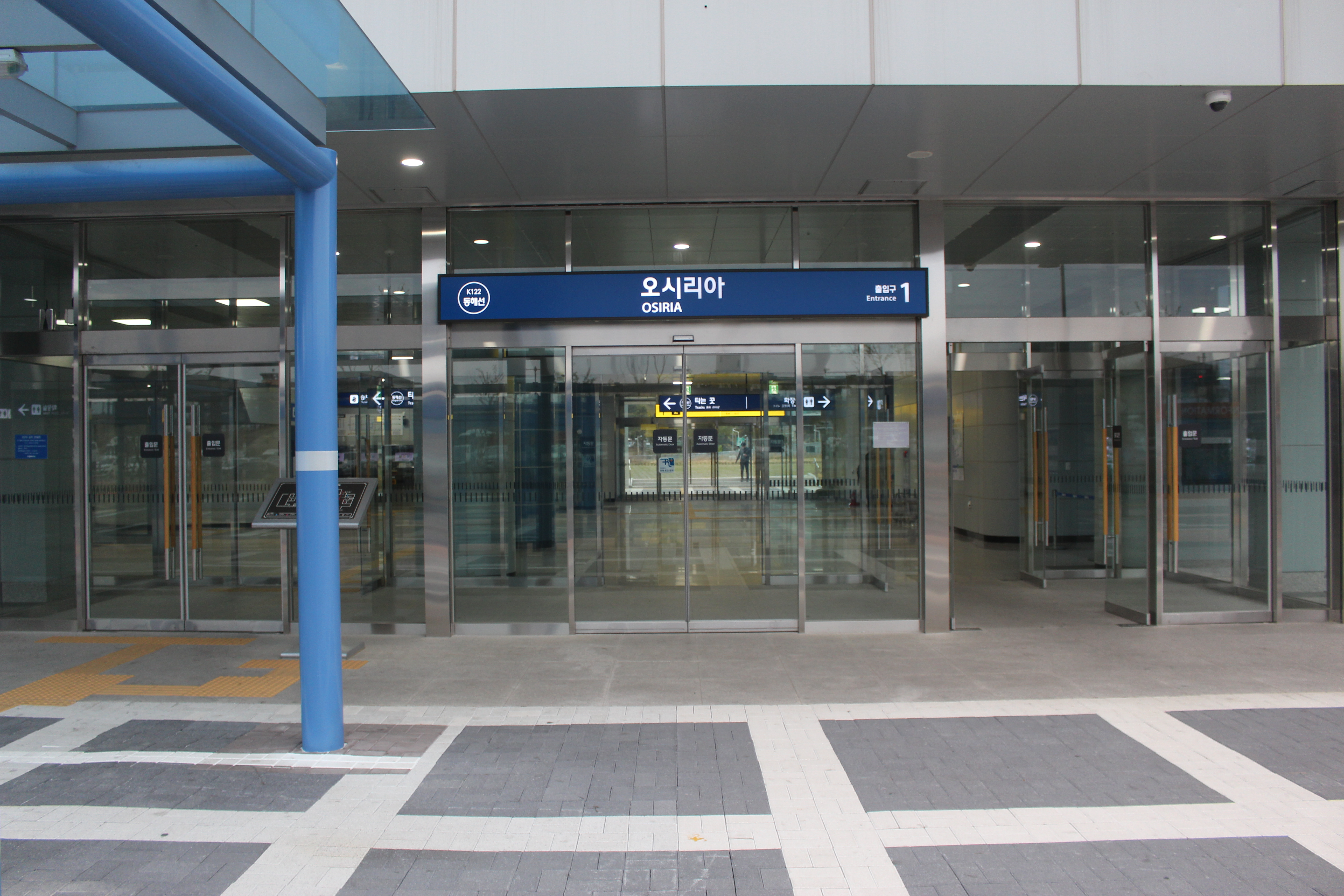
1號出口
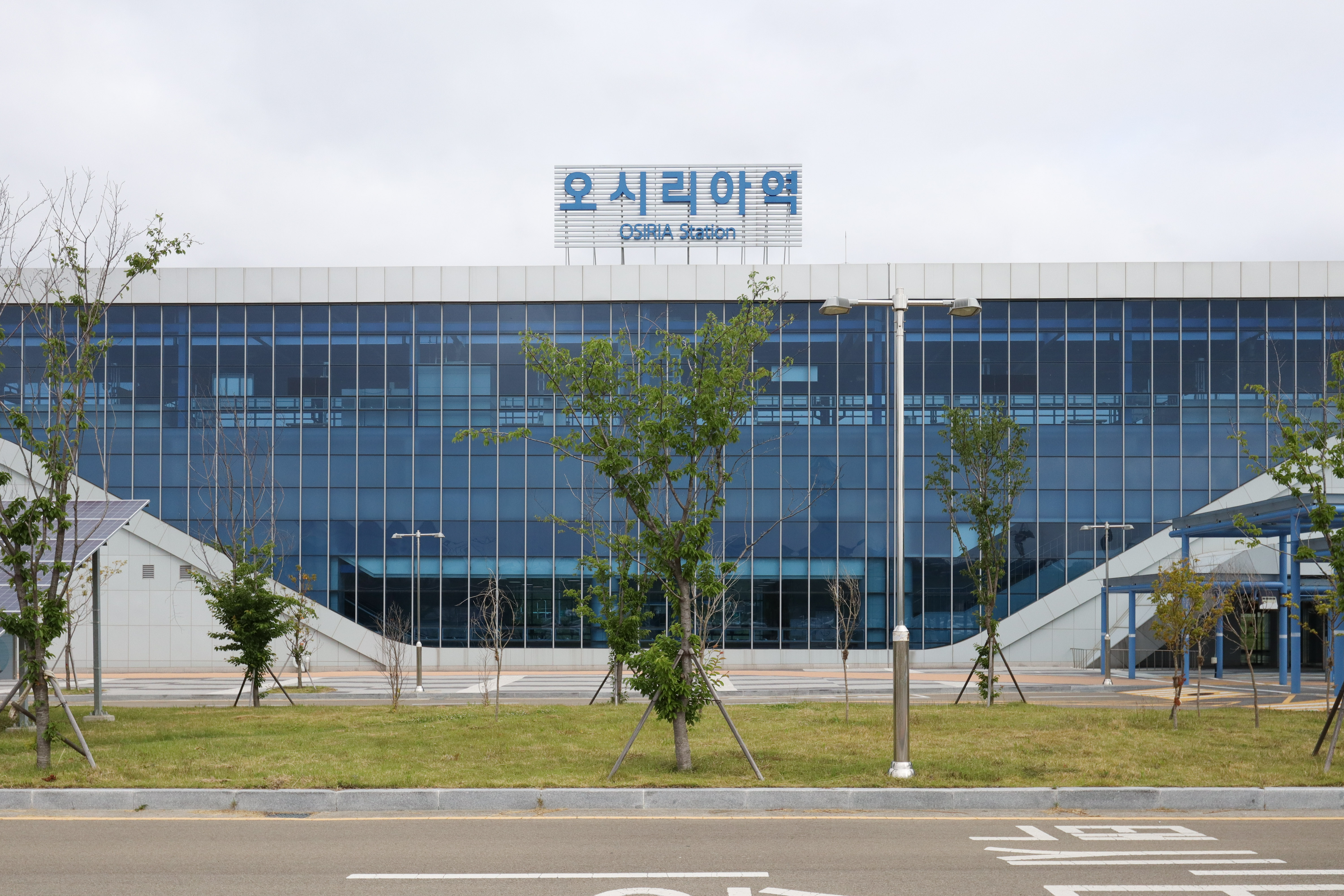
車站建築
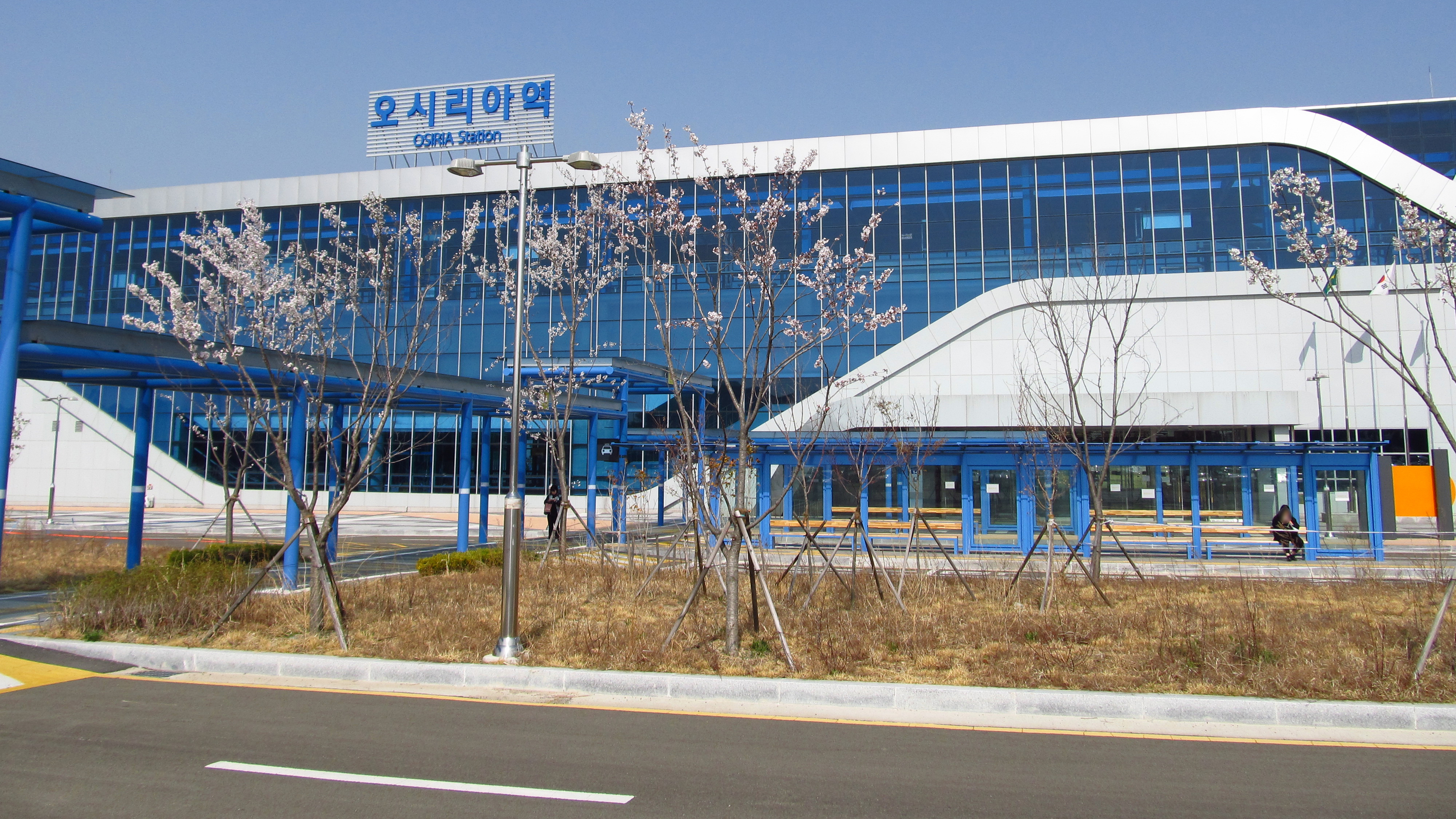
車站建築
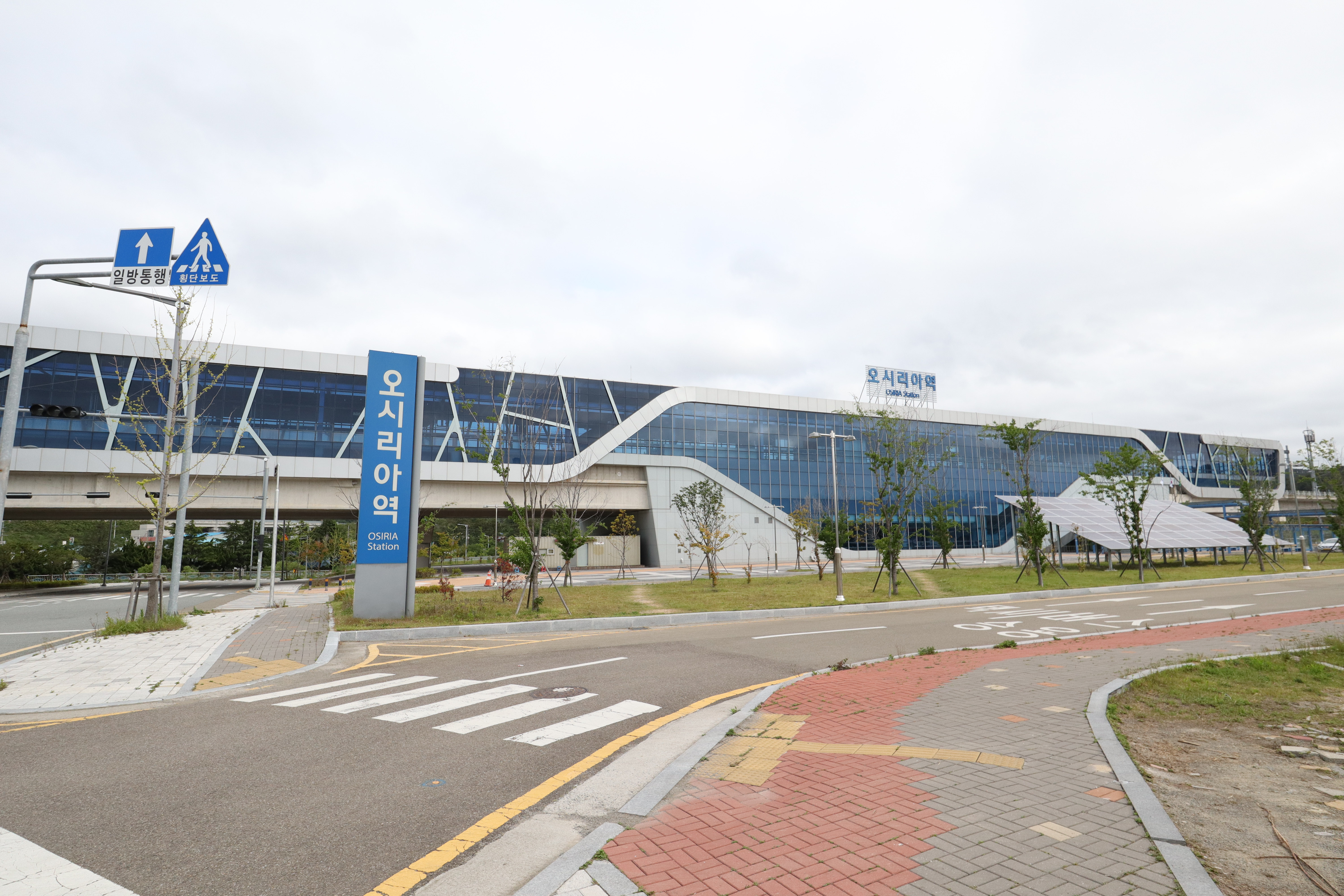
車站外觀
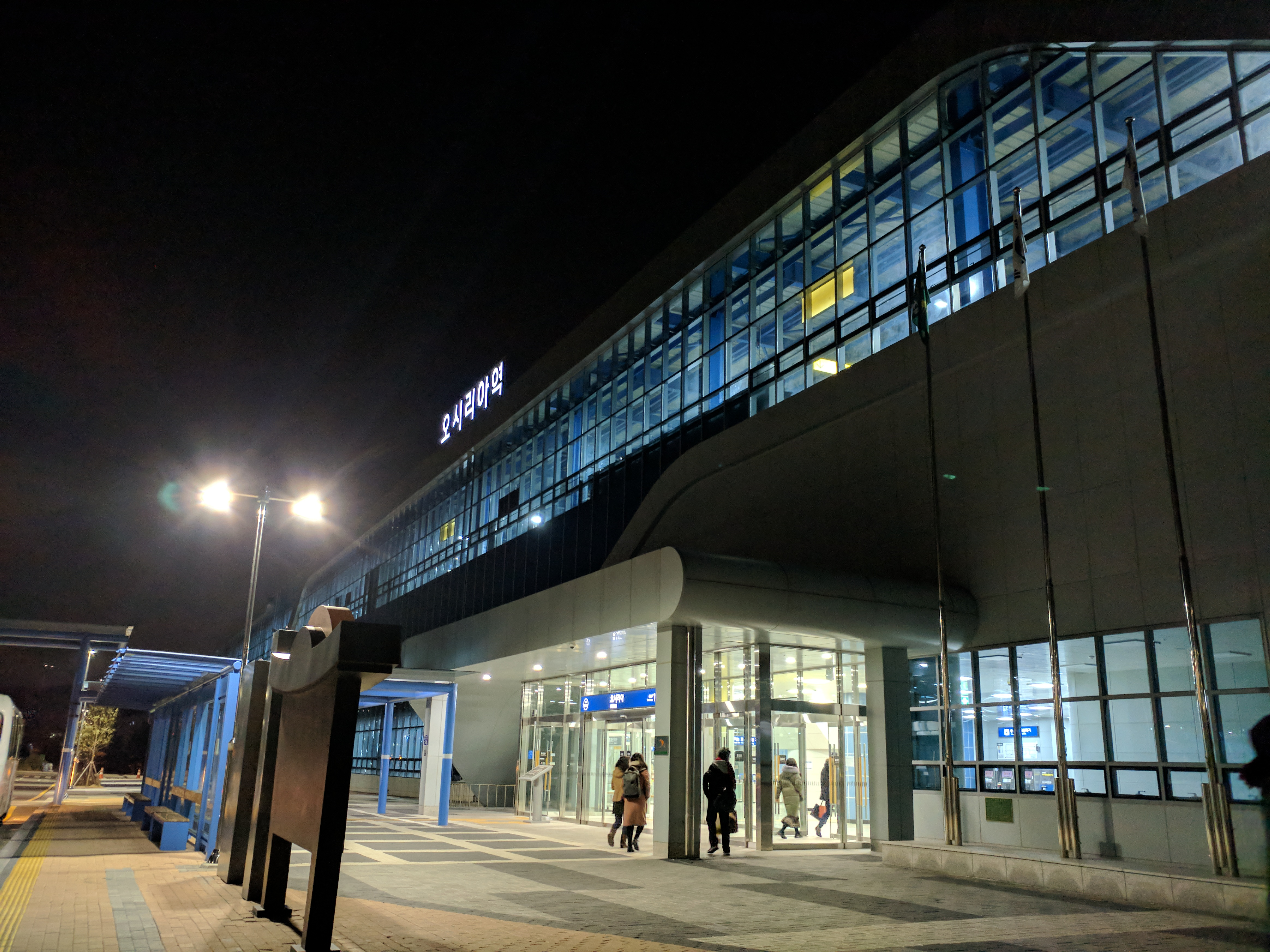
夜間的車站
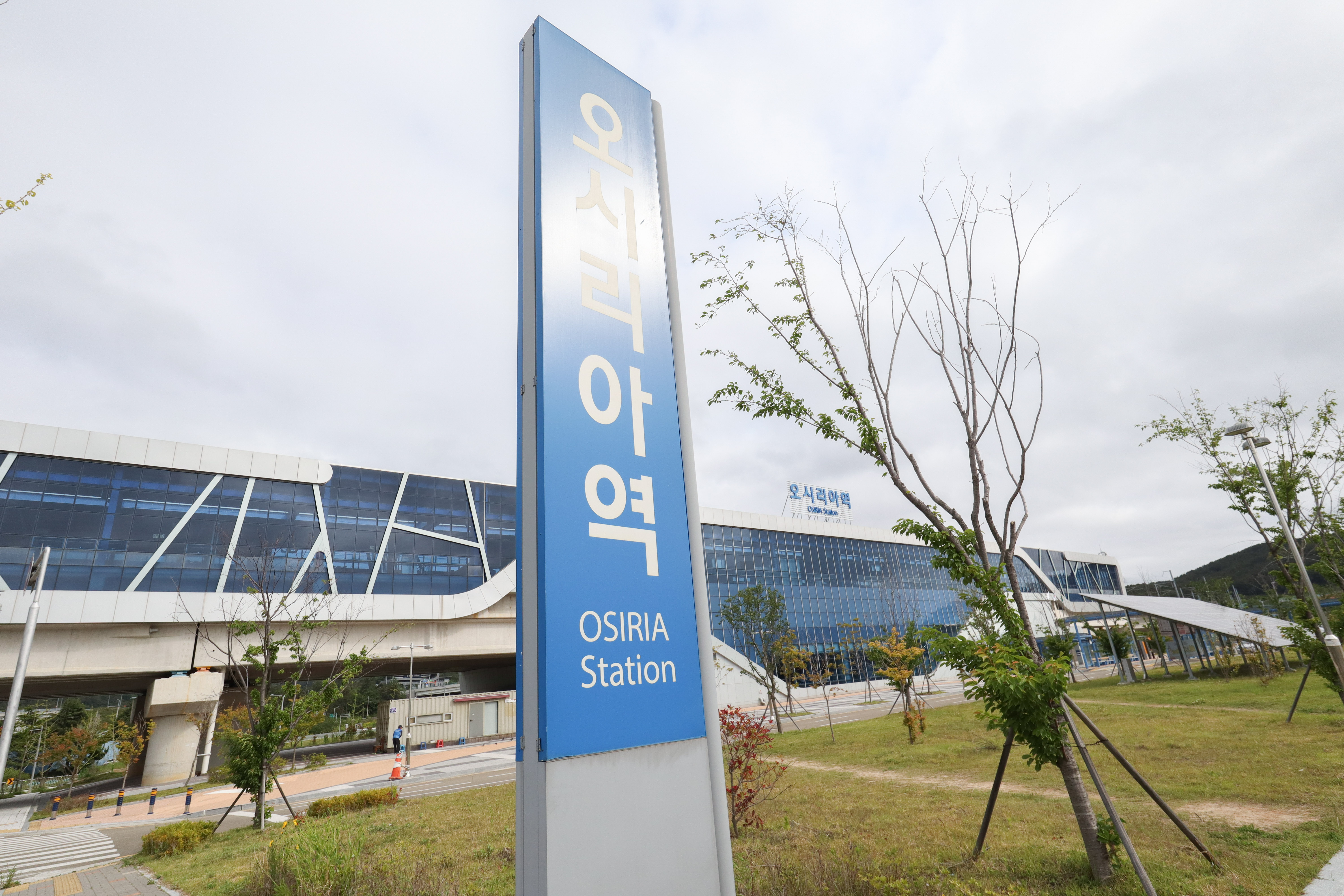
側立站牌

## 相鄰車站
韓國鐵道公社
●广域电铁东海线
松亭（K121）－东釜山旅游区（K122）－機張（K123）